# Bitola (Macedónia do Norte)
Bitola (em macedónio: Битола), no passado também chamada Monastir ou Manastır, é a capital do município de mesmo nome, e segunda maior cidade da Macedônia do Norte (apenas ultrapassada por Escópia), assim como terceiro maior município da mesma república (sendo Kumanovo o segundo). Bitola fica situada na parte do sul do vale de Pelagônia, no sudoeste do país, perto da fronteira com a Grécia.

## Cidades irmãs
Bitola participa da geminação de cidades para promover boas relações internacionais, as quais incluem:
| - Épinal, França, desde 1968 - Pushkin, Rússia desde 2005 - Nizhny Novgorod, Rússia, desde 2010 - Bursa, Turquia, desde 1994 - Trelleborg , Suécia desde 1981 - Kremenchuk, Ucrânia, desde 2006 - Rockdale, Austrália, desde 1985 - Ningbo, China since 2014 - Kranj , Eslovênia, desde 1965 - Rijeka, Croácia, desde 2009 - Herceg Novi , Montenegro, desde 1976 - Veliko Tarnovo , Bulgária, desde 2006 - Pleven, Bulgária, desde 1999 - Stari Grad, Sérvia, desde 2006 - Požarevac, Sérvia, desde 1976 - Gornji Milanovac, Sérvia |

## Galeria

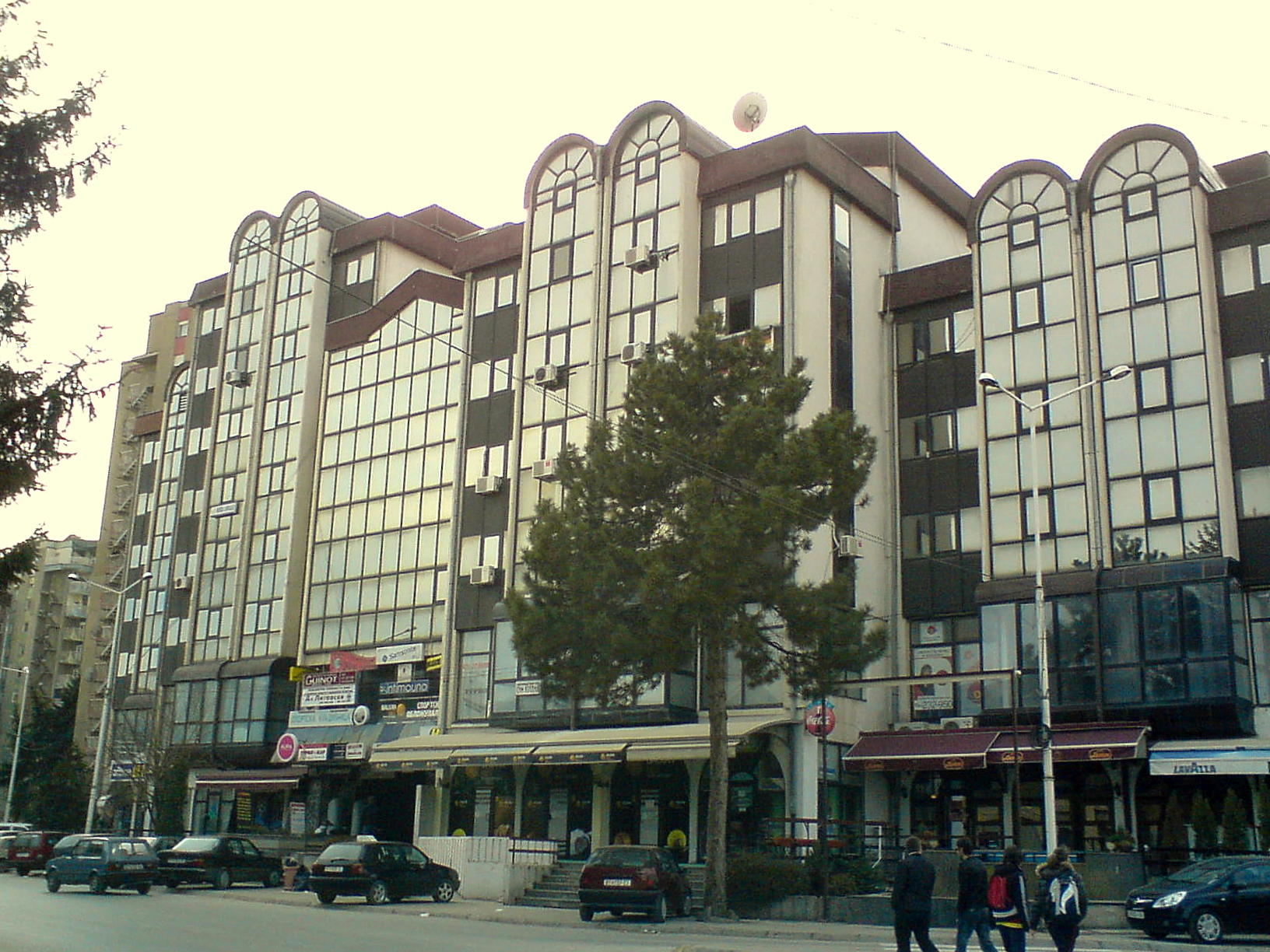
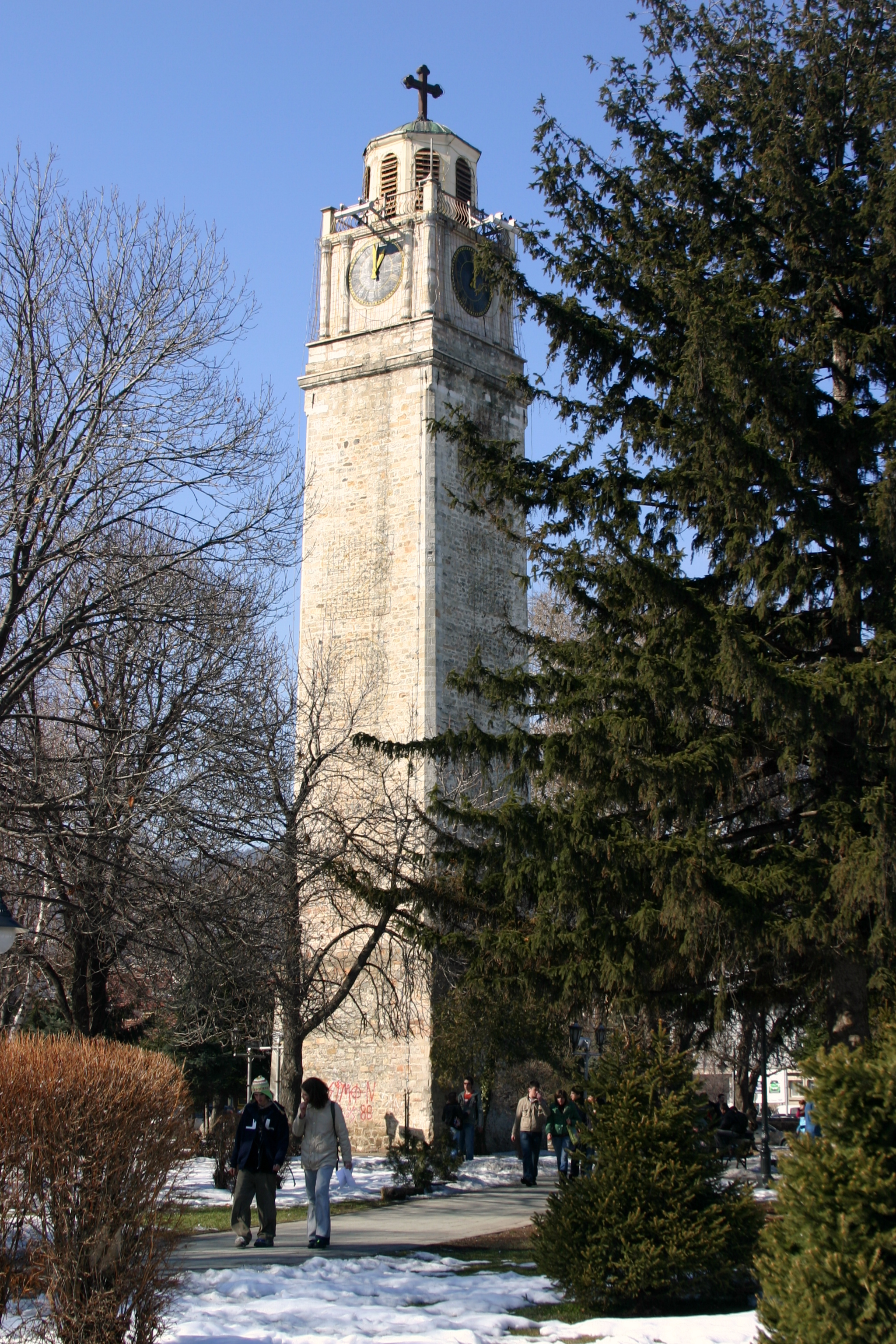
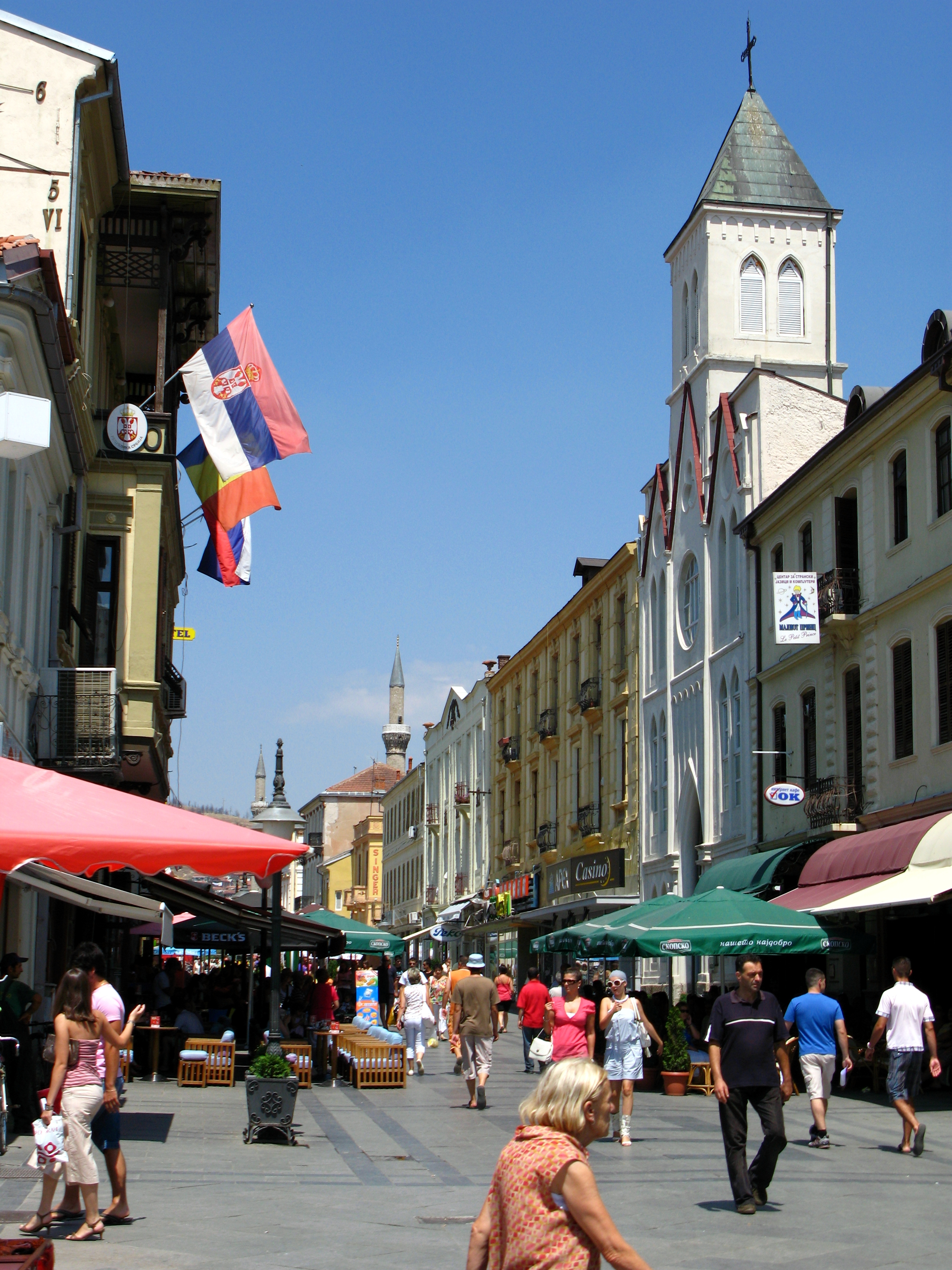
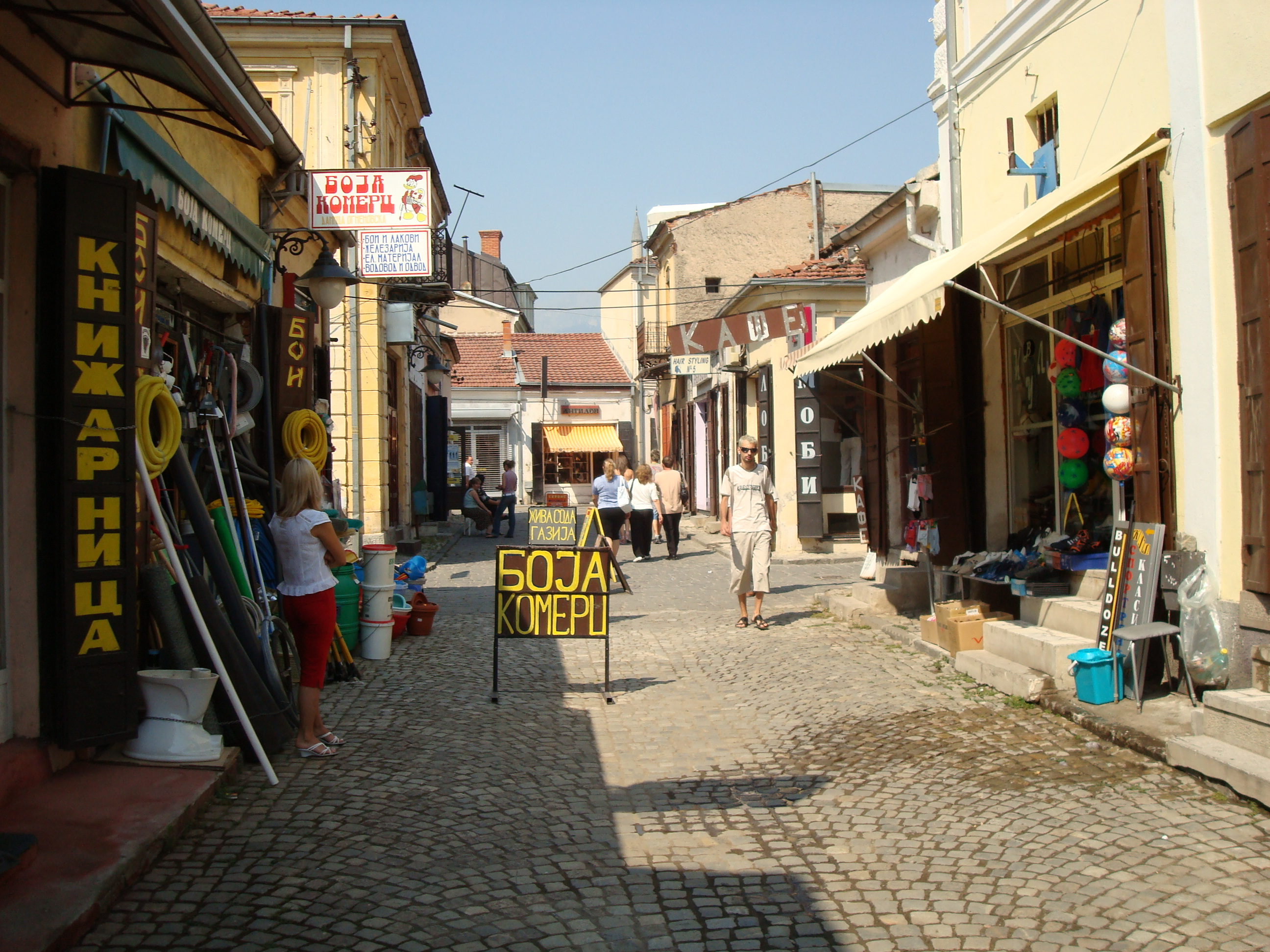
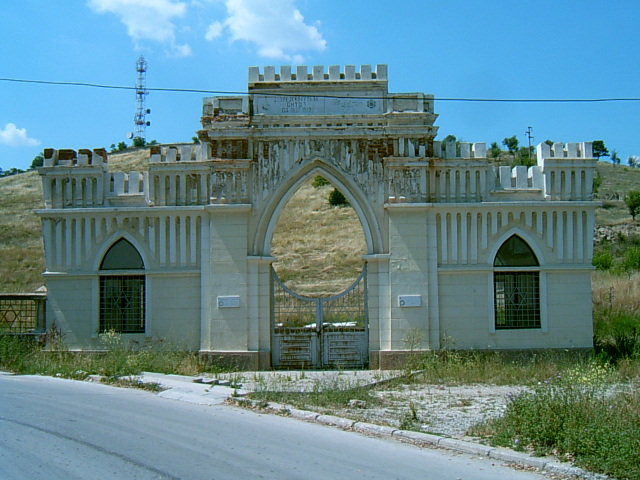
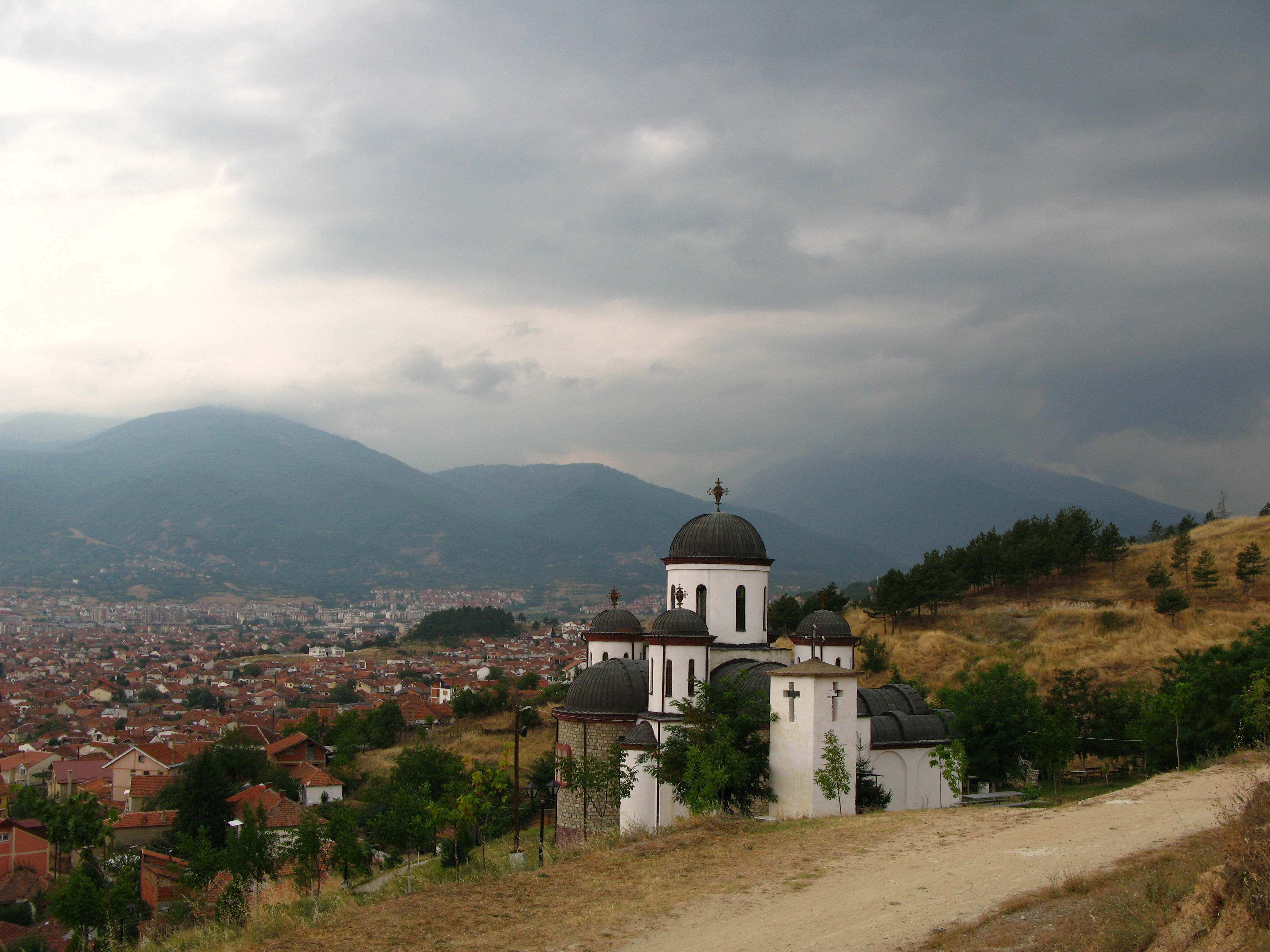
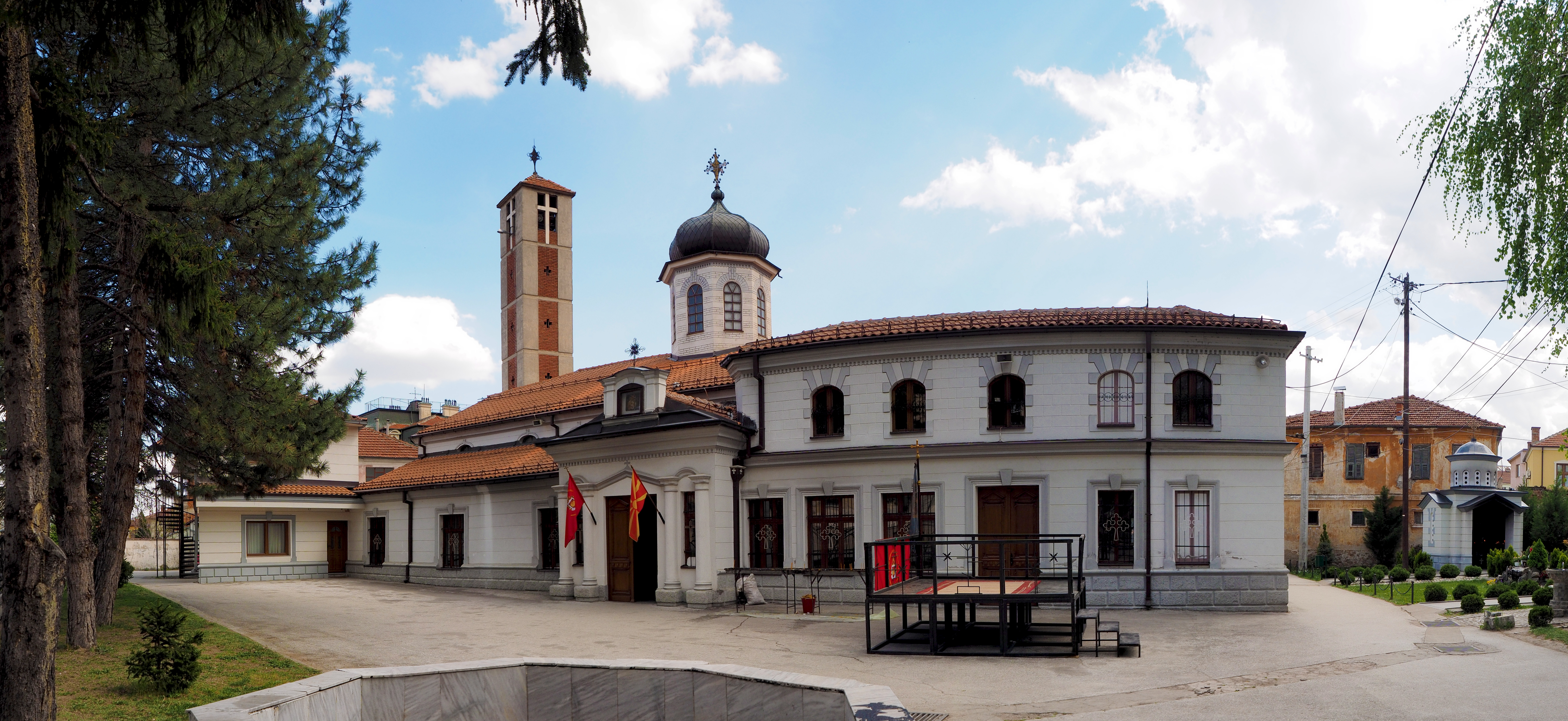
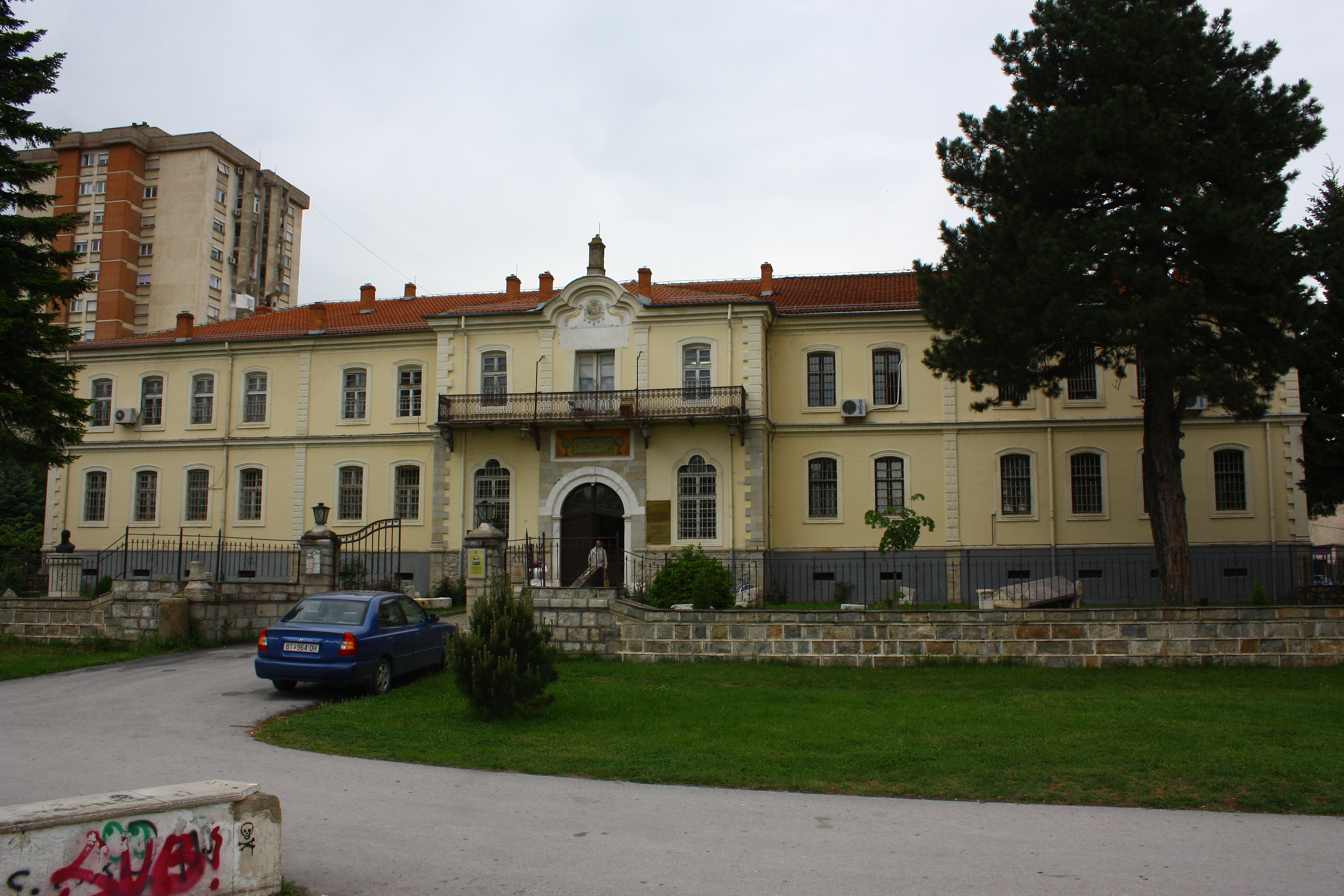
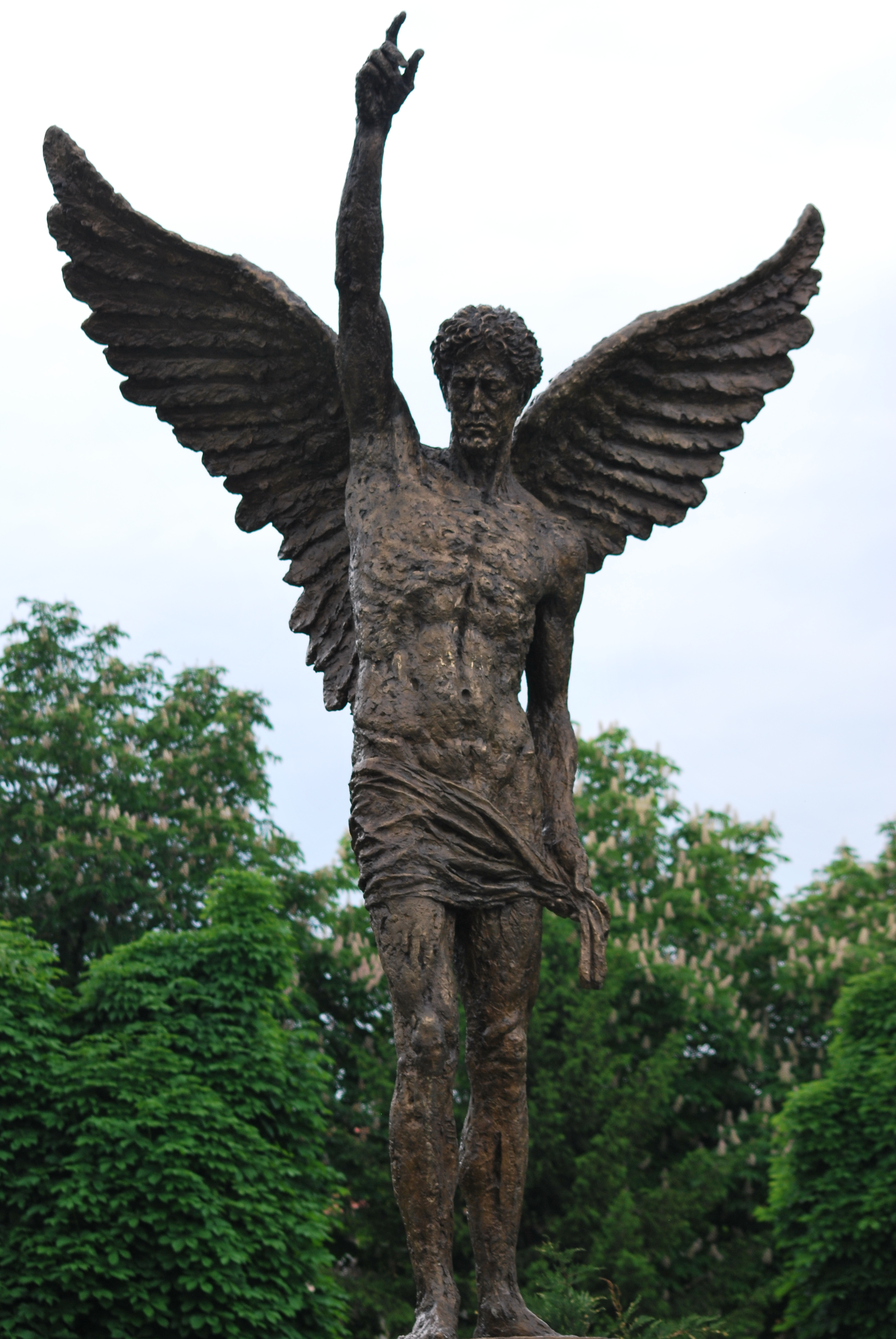
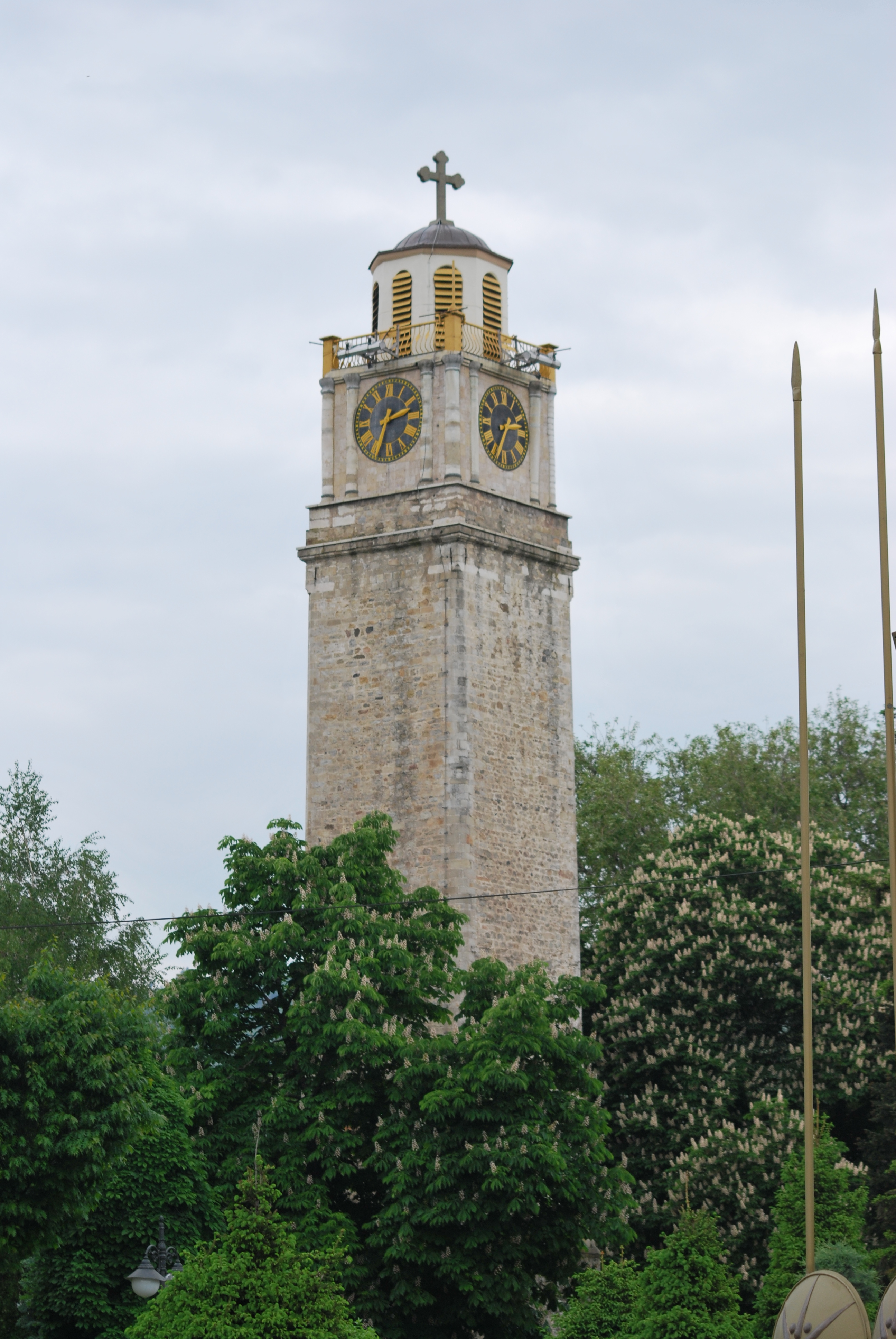
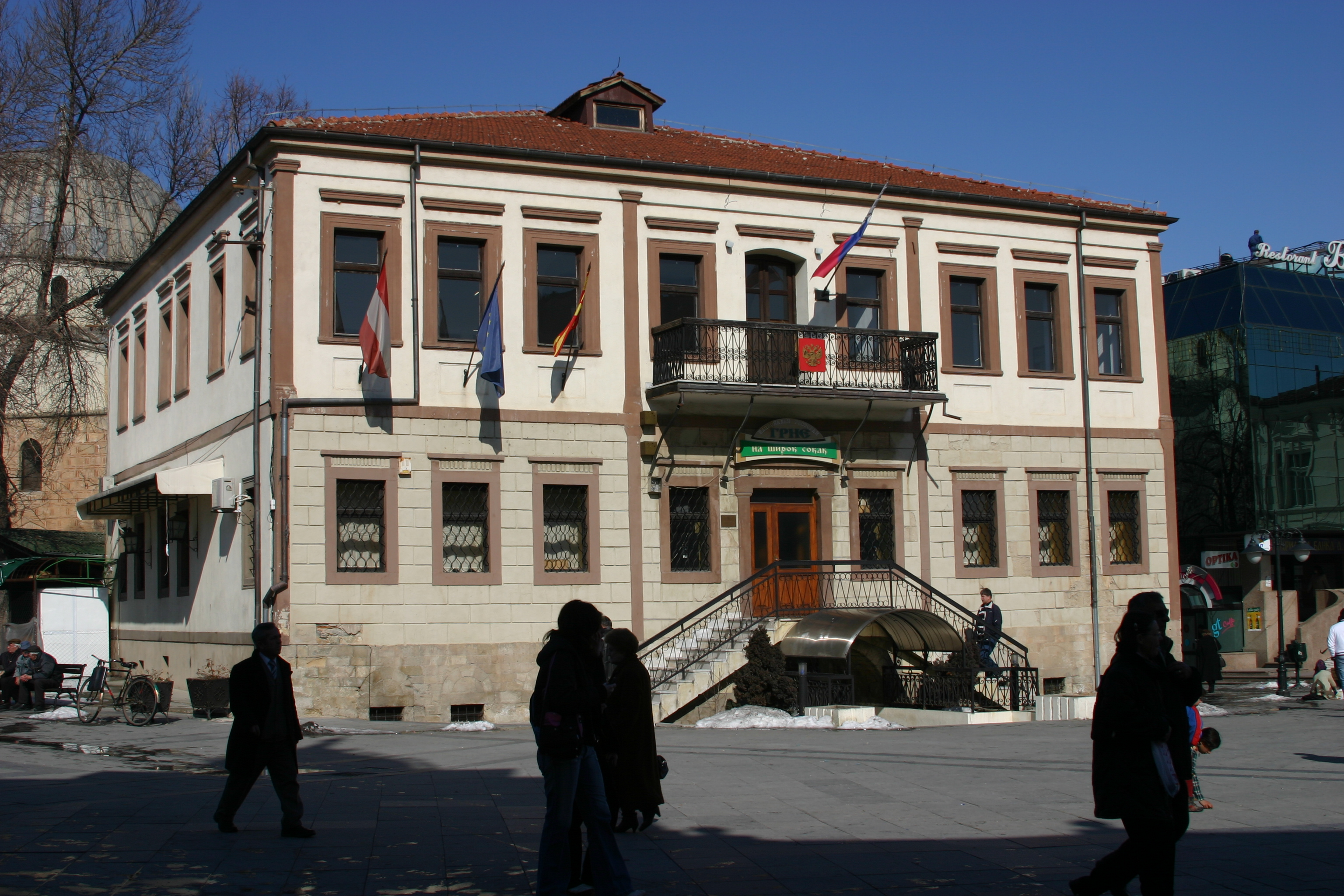
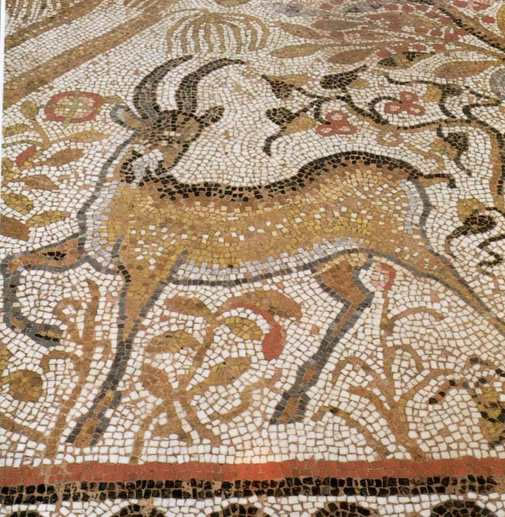
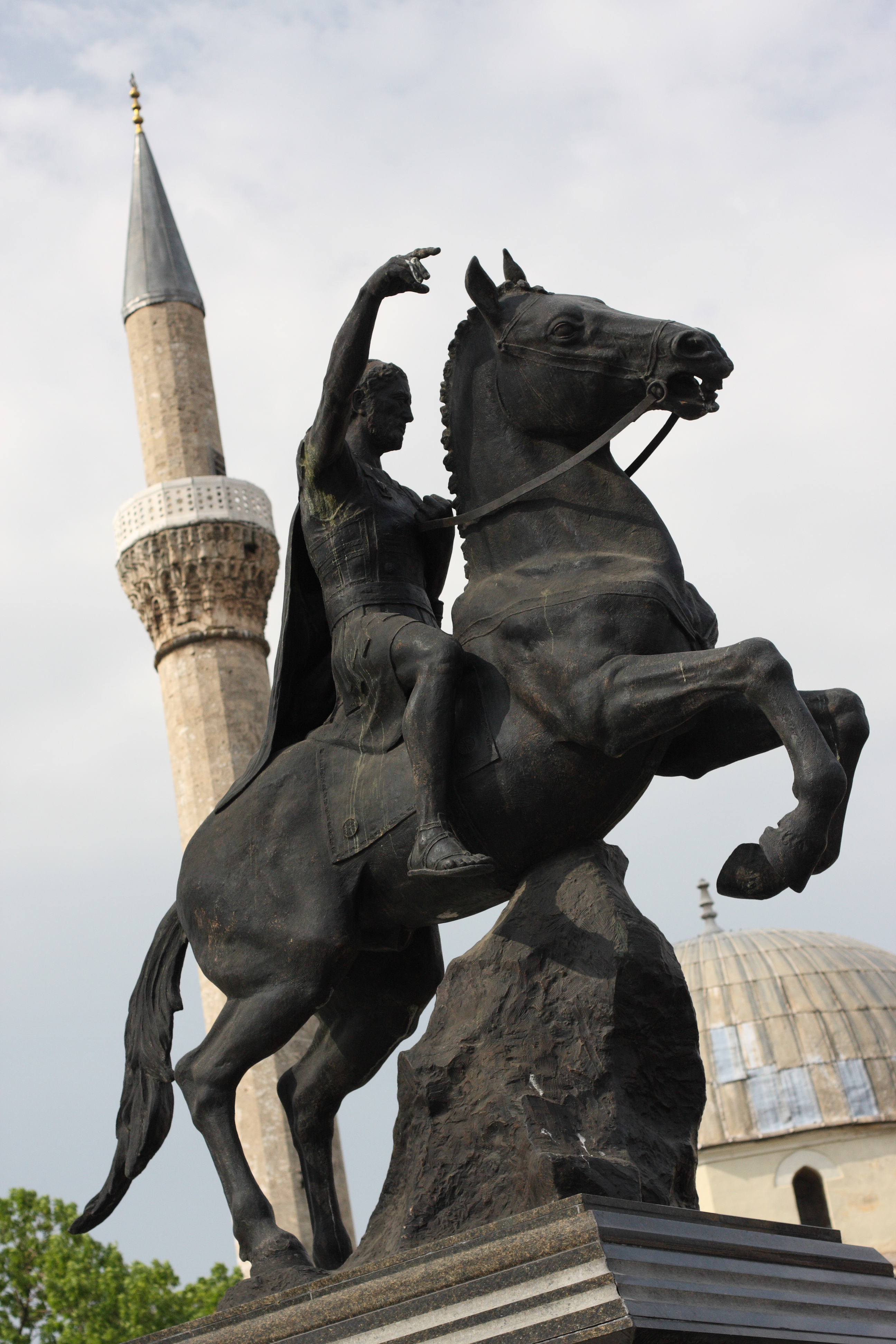
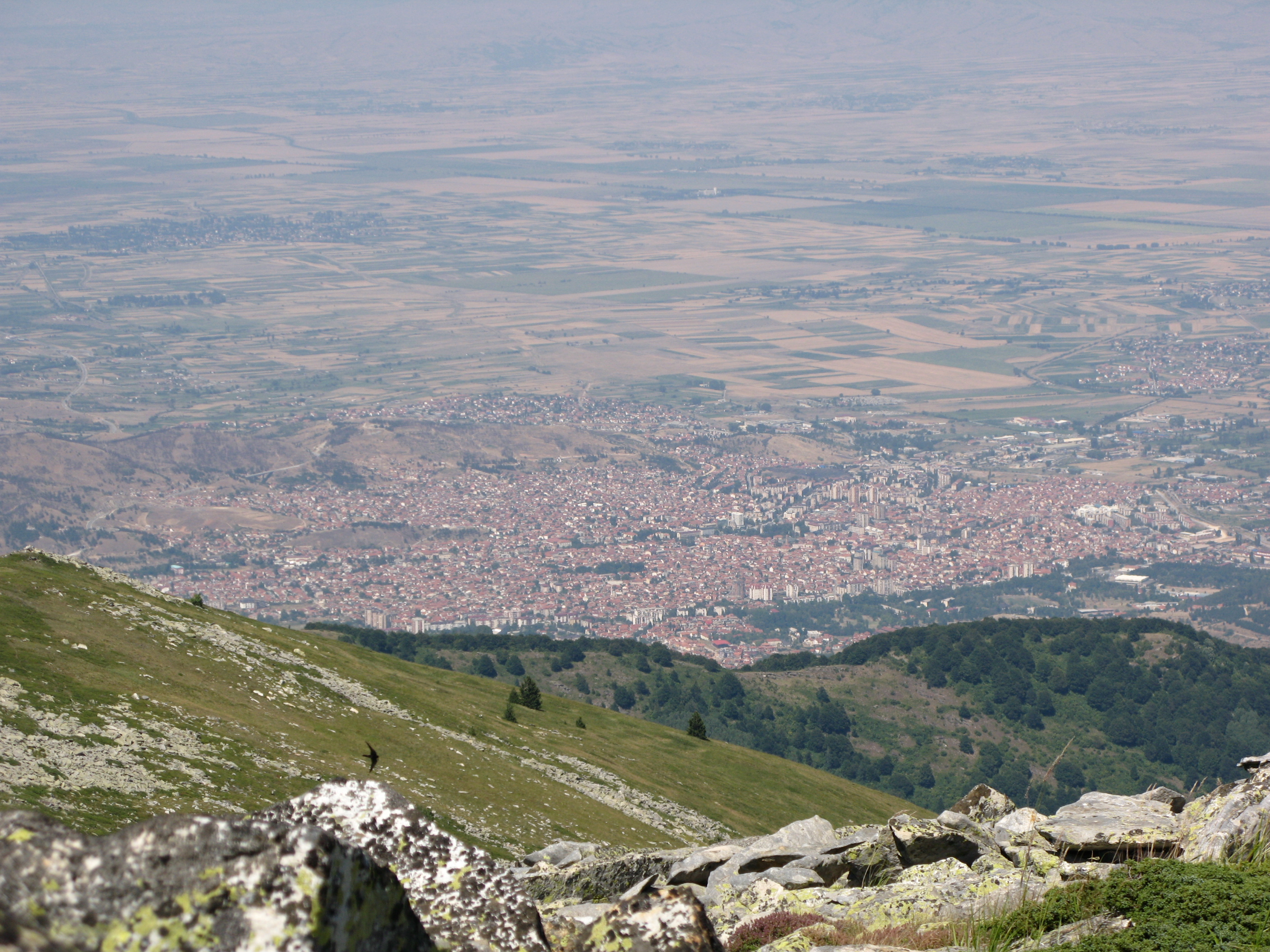
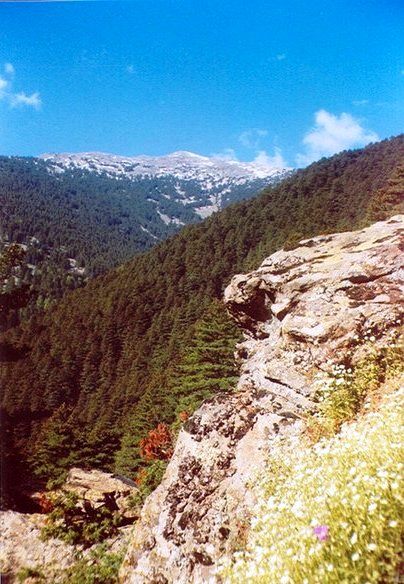
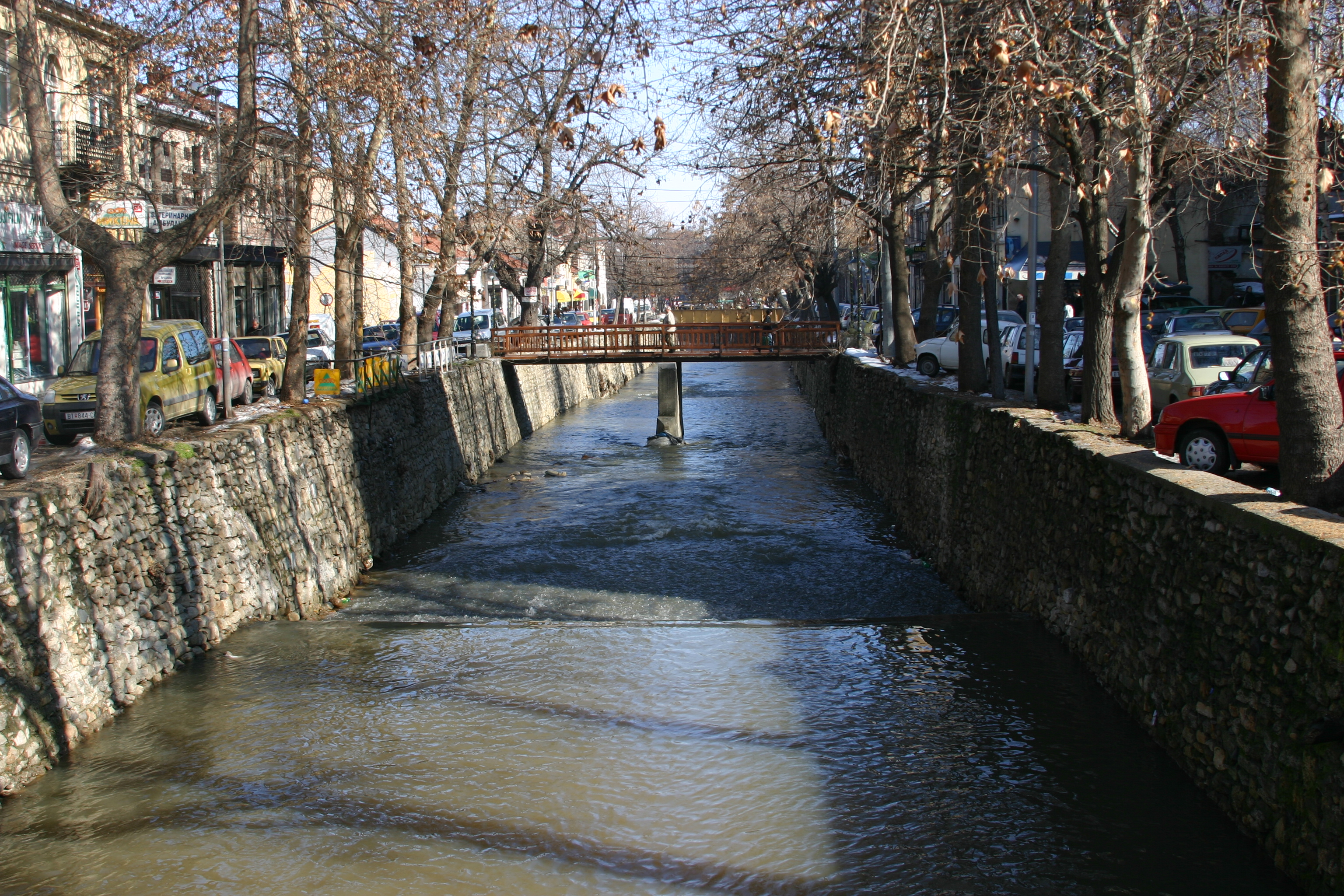
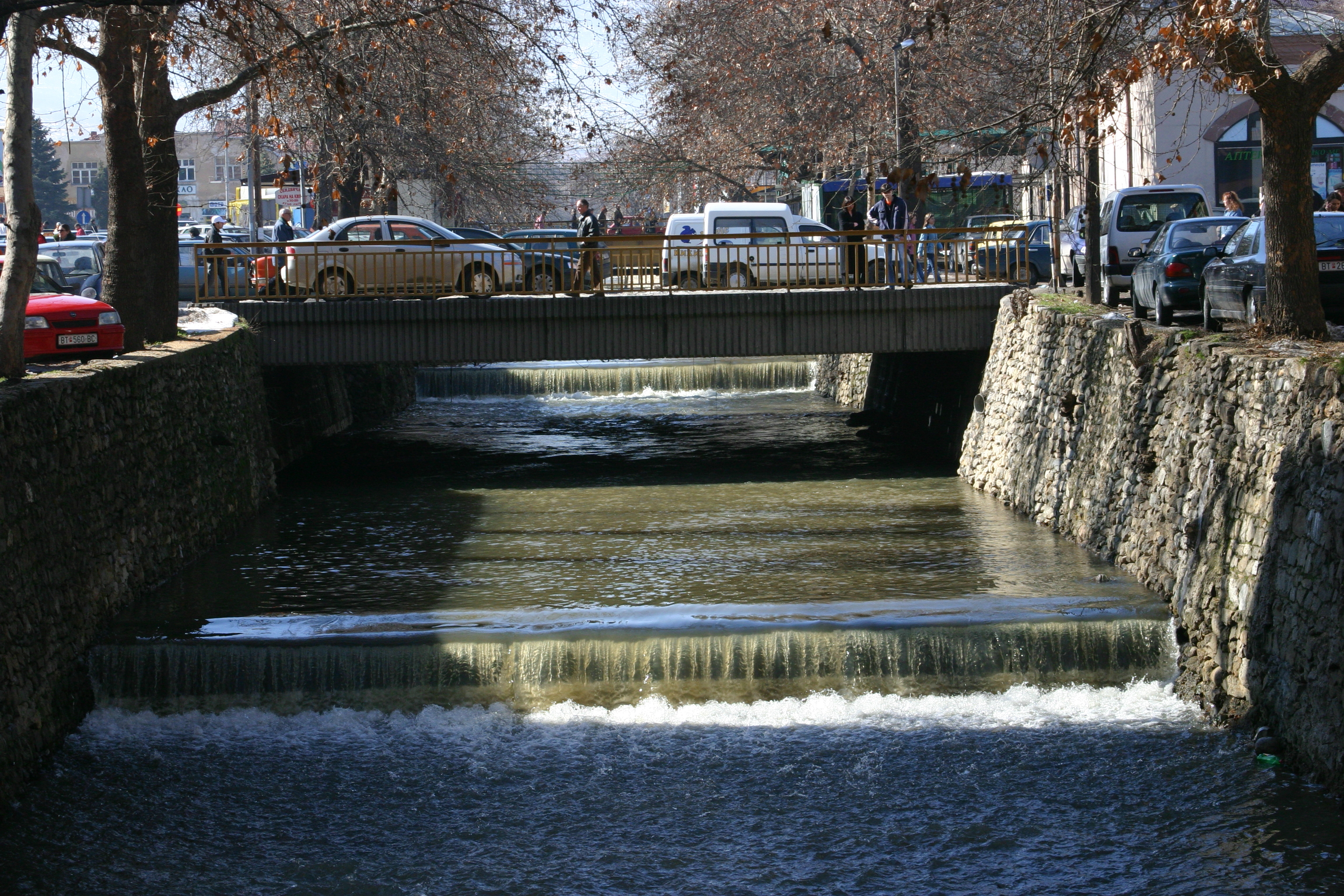
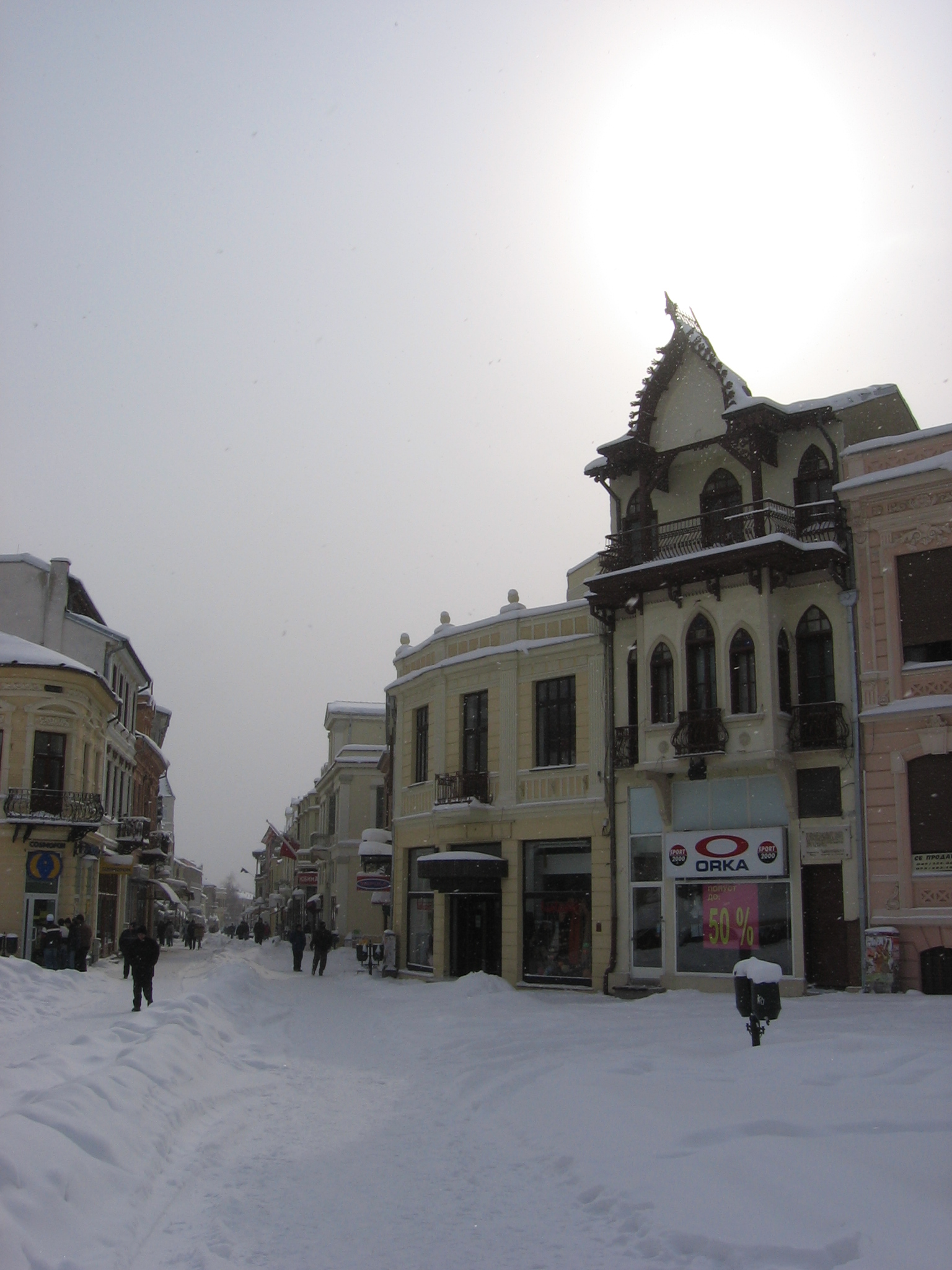